# Ecnomus illugi
Ecnomus illugi là một loài Trichoptera trong họ Ecnomidae. Chúng phân bố ở miền Australasia.